# 寬頭副半節魴鮄
寬頭副半節魴鮄，為輻鰭魚綱鮋形目牛尾魚亞目黃魴鮄科的其中一種，分布於西北太平洋的日本土佐灣海域，體長可達21公分，為底棲性魚類，屬肉食性，生活習性不明。

## 擴展閱讀
維基物種上的相關：寬頭副半節魴鮄